# Landesverteidigungsausschuss (Ungarn)
Der Landesverteidigungsausschuss (ungarisch Országos Honvédelmi Bizottmány, abgekürzt OHB) war die Exekutive im Königreich Ungarn vom 2. Oktober 1848 bis zum 14. April 1849.

## Mitglieder
| Name                      | Eintrittsdatum       | vorherige Position                                                                   | Partei            |
| ------------------------- | -------------------- | ------------------------------------------------------------------------------------ | ----------------- |
| Lajos Kossuth (Präsident) | 16. September 1848   | Finanzminister im Kabinett Batthyány                                                 | Oppositionspartei |
| Pál Nyáry (Vizepräsident) | 16. September 1848   | Abgeordneter, Vizegespan des Komitats Pest                                           | Oppositionspartei |
| László Madarász           | 16. September 1848   | Abgeordneter, Leiter der Polizei und Postabteilung                                   | Oppositionspartei |
| János Pálffy              | 16. September 1848   | Ministerialdirektor für Finanzen, erster Vizepräsident des Abgeordnetenhauses        | Oppositionspartei |
| József Patay              | 16. September 1848   | Parlamentsabgeordneter                                                               | Oppositionspartei |
| Imre Sembrey              | 16. September 1848   | Parlamentsabgeordneter                                                               | Oppositionspartei |
| Bertalan Szemere          | 1. Oktober 1848      | Innenminister im Kabinett Batthyány                                                  | Oppositionspartei |
| Lázár Mészáros            | 1. Oktober 1848      | Verteidigungsminister im Kabinett Batthyány                                          | parteilos         |
| Pongrác Somssich          | 1. Oktober 1848      | Parlamentsabgeordneter                                                               | Oppositionspartei |
| Zsigmond Perényi          | 3. Oktober 1848      | Präsident des Magnatenhauses                                                         | Oppositionspartei |
| Miklós Jósika             | 3. Oktober 1848      | Mitglied des Magnatenhauses                                                          | Oppositionspartei |
| Mihály Esterházy          | 3. Oktober 1848      | Mitglied des Magnatenhauses                                                          | Oppositionspartei |
| Dénes Pázmándy            | 3. Oktober 1848      | Mitglied des Magnatenhauses                                                          | Oppositionspartei |
| Ferenc Pulszky            | vor 29. Oktober 1848 | Staatssekretär für Finanzen, Staatssekretär beim Ministerium am königlichen Hoflager | Oppositionspartei |